# Kajak-kenu az 1960. évi nyári olimpiai játékokon
Az 1960. évi nyári olimpiai játékokon kajak-kenuban hét versenyszámban osztottak érmeket. Több változás is történt az előző olimpiához képest. Végérvényesen kikerültek a programból a tízezer méteres versenyszámok, és bekerült a női kajak kettesek ötszáz méteres száma, valamint a férfi kajak egyesek 4×500 méteres váltószáma (ez a versenyszám kizárólag ezen az olimpián szerepelt). Ezen az olimpián mérték először századmásodperces pontosságig az eredményeket, valamint bevezették az úgynevezett vigaszági futamokat.

## Éremtáblázat
(Magyarország és a rendező ország eltérő háttérszínnel, az egyes számoszlopok legmagasabb értéke, vagy értékei vastagítással kiemelve.)
| Az 1960. évi nyári olimpiai játékok éremtáblázata kajak-kenuban | Az 1960. évi nyári olimpiai játékok éremtáblázata kajak-kenuban | Az 1960. évi nyári olimpiai játékok éremtáblázata kajak-kenuban | Az 1960. évi nyári olimpiai játékok éremtáblázata kajak-kenuban | Az 1960. évi nyári olimpiai játékok éremtáblázata kajak-kenuban | Olimpia  |
| --------------------------------------------------------------- | --------------------------------------------------------------- | --------------------------------------------------------------- | --------------------------------------------------------------- | --------------------------------------------------------------- | -------- |
|                                                                 | Ország                                                          | Arany                                                           | Ezüst                                                           | Bronz                                                           | Összesen |
| 1.                                                              | Szovjetunió (URS)                                               | 3                                                               | 1                                                               | 0                                                               | 4        |
| 2.                                                              | Magyarország (HUN)                                              | 1                                                               | 3                                                               | 2                                                               | 6        |
| 3.                                                              | Egyesült Német Csapat (EUA)                                     | 1                                                               | 2                                                               | 0                                                               | 3        |
| 4.                                                              | Dánia (DEN)                                                     | 1                                                               | 0                                                               | 1                                                               | 2        |
| 4.                                                              | Svédország (SWE)                                                | 1                                                               | 0                                                               | 1                                                               | 2        |
|                                                                 |                                                                 |                                                                 |                                                                 |                                                                 |          |
| 6.                                                              | Olaszország (ITA)                                               | 0                                                               | 1                                                               | 0                                                               | 1        |
|                                                                 |                                                                 |                                                                 |                                                                 |                                                                 |          |
| 7.                                                              | Lengyelország (POL)                                             | 0                                                               | 0                                                               | 2                                                               | 2        |
| 8.                                                              | Románia (ROU)                                                   | 0                                                               | 0                                                               | 1                                                               | 1        |
|                                                                 |                                                                 |                                                                 |                                                                 |                                                                 |          |
| Összesen                                                        | Összesen                                                        | 7                                                               | 7                                                               | 7                                                               | 21       |

## Érmesek

### Férfiak
| Az 1960. évi nyári olimpiai játékok érmesei férfi kajak-kenuban |                                                                                                 |                                                                                      |                                                                         |
| Versenyszám                                                     | Arany                                                                                           | Ezüst                                                                                | Bronz                                                                   |
| C-1, 1000 m                                                     | Parti János · Magyarország (HUN)                                                                | Alekszandr Szilajev · Szovjetunió (URS)                                              | Leon Rotman · Románia (ROU)                                             |
| C-2 1000 m részletek                                            | Szovjetunió (URS) · Leonyid Gejstor · Szerhej Makarenko                                         | Olaszország (ITA) · Aldo Dezi · Francesco La Macchia                                 | Magyarország (HUN) · Farkas Imre · Törő András                          |
| K-1 1000 m részletek                                            | Erik Hansen · Dánia (DEN)                                                                       | Szöllősi Imre · Magyarország (HUN)                                                   | Gert Fredriksson · Svédország (SWE)                                     |
| K-1 4×500 m részletek                                           | Egyesült Német Csapat (EUA) · Dieter Krause · Günter Perleberg · Paul Lange · Friedhelm Wentzke | Magyarország (HUN) · Szöllősi Imre · Kemecsey Imre · Szente András · Mészáros György | Dánia (DEN) · Erik Hansen · Helmuth Nyborg · Arne Høyer · Erling Jessen |
| K-2 1000 m részletek                                            | Svédország (SWE) · Gert Fredriksson · Sven-Olov Sjödelius                                       | Magyarország (HUN) · Szente András · Mészáros György                                 | Lengyelország (POL) · Stefan Kapłaniak · Władysław Zieliński            |

### Nők
| Az 1960. évi nyári olimpiai játékok érmesei női kajak-kenuban |                                                          |                                                              |                                                    |
| Versenyszám                                                   | Arany                                                    | Ezüst                                                        | Bronz                                              |
| K-1 500 m részletek                                           | Antonyina Szeregyina · Szovjetunió (URS)                 | Therese Zenz · Egyesült Német Csapat (EUA)                   | Daniela Walkowiak-Pilecka · Lengyelország (POL)    |
| K-2 500 m részletek                                           | Szovjetunió (URS) · Marija Subina · Antonyina Szeregyina | Egyesült Német Csapat (EUA) · Therese Zenz · Ingrid Hartmann | Magyarország (HUN) · Bánfalvi Klára · Egresi Vilma |

## Részt vevő nemzetek
24 nemzet, összesen 177 versenyzője vett részt az olimpia kajak-kenu versenyein:
- Ausztrália (AUS) (7)
- Ausztria (AUT) (10)
- Belgium (BEL) (4)
- Bulgária (BUL) (6)
- Csehszlovákia (TCH) (10)
- Dánia (DEN) (8)
- Egyesült Államok (USA) (13)
- Egyesült Német Csapat (EUA) (9)
- Finnország (FIN) (9)
- Franciaország (FRA) (9)
- Hollandia (NED) (4)
- Jugoszlávia (YUG) (3)
- Kanada (CAN) (6)
- Lengyelország (POL) (6)
- Luxemburg (LUX) (3)
- Magyarország (HUN) (9)
- Nagy-Britannia (GBR) (7)
- Norvégia (NOR) (2)
- Olaszország (ITA) (12)
- Románia (ROU) (13)
- Spanyolország (ESP) (2)
- Svájc (SUI) (5)
- Svédország (SWE) (8)
- Szovjetunió (URS) (12)

## Magyar részvétel
Magyarországot hét versenyszámban hét férfi és két női, összesen kilenc versenyző képviselte. A magyar sportolók egy arany-, három ezüst-, és két bronzérmet, valamint egy ötödik helyet szereztek, ami harminckét olimpiai pontot jelent.
Férfi
| Név                                                       | Versenyszám | Előfutam | Előfutam | Vigaszági futam | Vigaszági futam | Elődöntő | Elődöntő | Döntő    | Döntő     |
| Név                                                       | Versenyszám | Eredmény | Helyezés | Eredmény        | Helyezés        | Eredmény | Helyezés | Eredmény | Helyezés  |
| --------------------------------------------------------- | ----------- | -------- | -------- | --------------- | --------------- | -------- | -------- | -------- | --------- |
| Parti János                                               | C-1 1000 m  | 4:38,80  | 1.       |                 |                 | 4:40,50  | 1.       | 4:33,03  | Aranyérem |
| Farkas Imre Törő András                                   | C-2 1000 m  | 4:29,42  | 1.       |                 |                 |          |          | 4:20,89  | Bronzérem |
| Szöllősi Imre                                             | K-1 1000 m  | 4:04,23  | 1.       |                 |                 | 3:57,71  | 1.       | 3:54,02  | Ezüstérem |
| Szöllősi Imre Kemecsey Imre Szente András Mészáros György | K-1 4×500 m | 7:50,51  | 1.       |                 |                 | 7:50,03  | 1.       | 7:44,02  | Ezüstérem |
| Szente András Mészáros György                             | K-2 1000 m  | 3:38,28  | 2.       |                 |                 | 3:46,75  | 1.       | 3:34,91  | Ezüstérem |

Női
| Név                         | Versenyszám | Előfutam | Előfutam | Vigaszági futam | Vigaszági futam | Elődöntő | Elődöntő | Döntő    | Döntő     |
| Név                         | Versenyszám | Eredmény | Helyezés | Eredmény        | Helyezés        | Eredmény | Helyezés | Eredmény | Helyezés  |
| --------------------------- | ----------- | -------- | -------- | --------------- | --------------- | -------- | -------- | -------- | --------- |
| Bánfalvi Klára              | K-1 500 m   | 2:17,39  | 3.       |                 |                 | 2:15,51  | 2.       | 2:14,02  | 5.        |
| Bánfalvi Klára Egresi Vilma | K-2 500 m   | 2:01,86  | 3.       |                 |                 |          |          | 1:58,22  | Bronzérem |